# Love Is a Many-Splendored Thing
Love Is a Many-Splendored Thing (en España, La colina del adiós; en Argentina, Angustia de un querer; en otros países de habla hispana, El amor es una cosa esplendorosa) es una película de 1955 dirigida por Henry King y protagonizada por William Holden y Jennifer Jones. La película explica la historia de un reportero estadounidense que se enamora de una doctora euroasiática y de su lucha contra los prejuicios de sus respectivas familias. 

## Premios Óscar
| Categoría                                              | Persona                                             | Resultado |
| ------------------------------------------------------ | --------------------------------------------------- | --------- |
| Mejor película                                         | Mejor película                                      | Candidato |
| Mejor actriz                                           | Jennifer Jones                                      | Candidato |
| Mejor sonido                                           | Carl Faulkner                                       | Candidato |
| Mejor banda sonora de una película dramática o comedia | Alfred Newman                                       | Ganador   |
| Mejor fotografía (color)                               | Leon Shamroy                                        | Candidato |
| Mejor dirección de arte (color)                        | Lyle Wheeler George Davis Walter Scott Jack Strubbs | Candidato |
| Mejor canción                                          | Sammy Fain Paul Francis Webster                     | Ganador   |
| Mejor diseño de vestuario (color)                      | Charles LeMaire                                     | Ganador   |